# Bjarki Már Elísson
Bjarki Már Elísson (Reykjavík, 16 maggio 1990) è un pallamanista islandese, ala sinistra del Veszprém e della nazionale islandese.

## Palmares

### Competizioni nazionali
- Coppa di Germania: 1

Lemgo: 2019-20
- Campionati ungheresi: 2

Veszprém: 2022-23, 2023-24
- Coppe d'Ungheria: 2

Veszprém: 2022-23, 2023-24

### Competizioni internazionali
- EHF Cup/European League: 1

Füchse Berlino: 2017-18
- IHF Super Globe: 3

Füchse Berlino: 2015, 2016
Veszprém: 2024
- SEHA League: 1

Veszprém: 2021-22

### Individuali
- 2. Handball-Bundesliga:

capocannoniere 2014-15 (289 reti)